# نفق مرفقي
النفق المرفقي (بالإنجليزية: Cubital tunnel)‏ هو مساحة في الكوع في الجهة الظهري الأوسط الذي يسمح بمرور العصب الزندي حول الكوع.يحدها إنسيًا بواسطة
لقيمة العضد الإنسية ,يحدها جانبيا الناتئ الزجي للزند ويرتبط القوس الوتري للرأسين العضدي والزندي من العضلة قابضة الرسغ الزندية, سقف النفق المرفقي مرن ويتشكل من قبل قيد اللفافة العضلية ثلاثي الطبقات .
الضغط المتكرر على العصب الزندي تعرف بأسم متلازمة النفق المرفقي.إصابة الإجهاد المتكرر متماثل لمتلازمة النفق المرفقي (على الرغم من أن دور الإجهاد المتكرر في التسبب في متلازمة النفق المرفقي أمر مثير للجدل).

## طالع أيضًا
- اعتلال العصب الزندي
- العصب الزندي
- عضلة مثنية زندية للرسغ

## روابط خارجية
- Image at جامعة فلوريدا
- Cubital Tunnel Support Forums